# Albo d'oro del campionato ceco di calcio
La pagina elenca le squadre vincitrici del massimo livello del campionato ceco di calcio, istituito per la prima volta nel 1993 dopo la scissione della Cecoslovacchia in Repubblica Ceca e Repubblica Slovacca.

## Albo d'oro
| Edizione | Anno      | Vincitore          | Secondo posto  | Terzo posto     | Capocannoniere                                                          |
| -------- | --------- | ------------------ | -------------- | --------------- | ----------------------------------------------------------------------- |
| I        | 1993-1994 | Sparta Praga       | Slavia Praga   | Baník Ostrava   | Horst Siegl (Sparta Praga, 20 gol)                                      |
| II       | 1994-1995 | Sparta Praga (2)   | Slavia Praga   | Boby Brno       | Radek Drulák (Petra Drnovice, 15 gol)                                   |
| III      | 1995-1996 | Slavia Praga       | Sigma Olomouc  | Jablonec        | Radek Drulák (Petra Drnovice, 22 gol)                                   |
| IV       | 1996-1997 | Sparta Praga (3)   | Slavia Praga   | Jablonec        | Horst Siegl (Sparta Praga, 19 gol)                                      |
| V        | 1997-1998 | Sparta Praga (4)   | Slavia Praga   | Sigma Olomouc   | Horst Siegl (Sparta Praga, 13 gol)                                      |
| VI       | 1998-1999 | Sparta Praga (5)   | Teplice        | Slavia Praga    | Horst Siegl (Sparta Praga, 18 gol)                                      |
| VII      | 1999-2000 | Sparta Praga (6)   | Slavia Praga   | Drnovice        | Vratislav Lokvenc (Sparta Praga, 21 gol)                                |
| VIII     | 2000-2001 | Sparta Praga (7)   | Slavia Praga   | Sigma Olomouc   | Vítězslav Tuma (Drnovice, 15 gol)                                       |
| IX       | 2001-2002 | Slovan Liberec     | Sparta Praga   | Viktoria Žižkov | Jiří Štajner (Slovan Liberec, 15 gol)                                   |
| X        | 2002-2003 | Sparta Praga (8)   | Slavia Praga   | Viktoria Žižkov | Jiří Kowalík (Synot, 19 gol)                                            |
| XI       | 2003-2004 | Baník Ostrava      | Sparta Praga   | Sigma Olomouc   | Marek Heinz (Baník Ostrava, 19 gol)                                     |
| XII      | 2004-2005 | Sparta Praga (9)   | Slavia Praga   | Teplice         | Tomáš Jun (Sparta Praga, 14 gol)                                        |
| XIII     | 2005-2006 | Slovan Liberec (2) | Mladá Boleslav | Slavia Praga    | Milan Ivana (Slovácko, 11 gol)                                          |
| XIV      | 2006-2007 | Sparta Praga (10)  | Slavia Praga   | Mladá Boleslav  | Luboš Pecka (Mladá Boleslav, 16 gol)                                    |
| XV       | 2007-2008 | Slavia Praga (2)   | Sparta Praga   | Baník Ostrava   | Václav Svěrkoš (Baník Ostrava, 14 gol)                                  |
| XVI      | 2008-2009 | Slavia Praga (3)   | Sparta Praga   | Slovan Liberec  | Andrej Kerić (Slovan Liberec, 15 gol)                                   |
| XVII     | 2009-2010 | Sparta Praga (11)  | Jablonec       | Baník Ostrava   | Michal Ordoš (Sigma Olomouc, 12 gol)                                    |
| XVIII    | 2010-2011 | Viktoria Plzeň     | Sparta Praga   | Jablonec        | David Lafata (Jablonec, 19 gol)                                         |
| XIX      | 2011-2012 | Slovan Liberec (3) | Sparta Praga   | Viktoria Plzeň  | David Lafata (Jablonec, 25 gol)                                         |
| XX       | 2012-2013 | Viktoria Plzeň (2) | Sparta Praga   | Slovan Liberec  | David Lafata (Jablonec / Sparta Praga, 20 gol)                          |
| XXI      | 2013-2014 | Sparta Praga (12)  | Viktoria Plzeň | Mladá Boleslav  | Josef Hušbauer (Sparta Praga, 18 gol)                                   |
| XXII     | 2014-2015 | Viktoria Plzeň (3) | Sparta Praga   | Jablonec        | David Lafata (Sparta Praga, 20 gol)                                     |
| XXIII    | 2015-2016 | Viktoria Plzeň (4) | Sparta Praga   | Slovan Liberec  | David Lafata (Sparta Praga, 20 gol)                                     |
| XXIV     | 2016-2017 | Slavia Praga (4)   | Viktoria Plzeň | Sparta Praga    | David Lafata (Sparta Praga, 15 gol) Milan Škoda (Slavia Praga, 15 gol)  |
| XXV      | 2017-2018 | Viktoria Plzeň (5) | Slavia Praga   | Jablonec        | Michal Krmenčík (Viktoria Plzeň, 16 gol)                                |
| XXVI     | 2018-2019 | Slavia Praga (5)   | Viktoria Plzeň | Sparta Praga    | Nikolaj Komličenko (Mladá Boleslav, 28 gol)                             |
| XXVII    | 2019-2020 | Slavia Praga (6)   | Viktoria Plzeň | Sparta Praga    | Petar Musa (Slovan / Slavia, 14 gol) Libor Kozák (Sparta Praga, 14 gol) |
| XXVIII   | 2020-2021 | Slavia Praga (7)   | Sparta Praga   | Jablonec        | Adam Hložek (Sparta Praga, 15 gol) Jan Kuchta (Slavia Praga, 15 gol)    |
| XXIX     | 2021-2022 | Viktoria Plzeň (6) | Slavia Praga   | Sparta Praga    | Jean-David Beauguel (Viktoria Plzeň, 19 gol)                            |
| XXX      | 2022-2023 | Sparta Praga (13)  | Slavia Praga   | Viktoria Plzeň  | Václav Jurečka (Slavia Praga, 20 gol)                                   |
| XXXI     | 2023-2024 | Sparta Praga (14)  | Slavia Praga   | Viktoria Plzeň  | Václav Jurečka (Slavia Praga, 19 gol)                                   |

## Statistiche

### Titoli per squadra
| Squadra        | Vittorie | Stagioni |
| -------------- | -------- | --- |
| Sparta Praga   | 14       | 1993-1994, 1994-1995, 1996-1997, 1997-1998, 1998-1999, 1999-2000, 2000-2001, 2002-2003, 2004-2005, 2006-2007, 2009-2010, 2013-2014, 2022-2023, 2023-2024 |
| Slavia Praga   | 7        | 1995-1996, 2007-2008, 2008-2009, 2016-2017, 2018-2019, 2019-2020, 2020-2021                                                                              |
| Viktoria Plzeň | 6        | 2010-2011, 2012-2013, 2014-2015, 2015-2016, 2017-2018, 2021-2022                                                                                         |
| Slovan Liberec | 3        | 2001-2002, 2005-2006, 2011-2012 |
| Baník Ostrava  | 1        | 2003-2004 |

### Titoli per città
| Città   | Titoli | Squadre vincenti                    |
| ------- | ------ | ----------------------------------- |
| Praga   | 21     | Sparta Praga (14), Slavia Praga (7) |
| Plzeň   | 6      | Viktoria Plzeň (6)                  |
| Liberec | 3      | Slovan Liberec (3)                  |
| Ostrava | 1      | Baník Ostrava (1)                   |

## Stelle
In Cechia le squadre hanno diritto di sommare gli attuali titoli con quelli vecchi dei campionati cecoslovacchi. La conseguenza più visibile è il diritto, copiato dall’uso italiano, di apporsi sugli stemmi una stella ogni dieci campionati vinti.
Le squadre detengono tale diritto sono:
- Sparta Praga (1943-1944, 1987-1988 e 1999-2000) per i suoi 38 titoli nazionali (24 cecoslovacchi e 14 cechi);[2]
- Slavia Praga (1939-1940 e 2019-2020) per i suoi 21 titoli nazionali (14 cecoslovacchi e 7 cechi);[3]
- Dukla Praga (1978-1979) per i suoi 11 titoli nazionali cecoslovacchi.[4]